# Dunaföldvár
Dunaföldvár je mesto na Madžarskem, ki upravno spada pod podregijo Paksi Županije Tolna.